# Lindbruk
Lindbruk är en äldre typ av brukningsform. Den var vanlig i Bergslagen men förekom även i angränsande landskap.
Lindorna bestod av ängs- eller hagmarker i närheten av gården, som då de började bli mossiga plöjdes upp, såddes med korn under ett antal år tills avkastningen minskade och de fick då åter växa igen till gräsvall under ett antal år. Sen plöjdes de upp igen.
Ur lindbruket utvecklades på 1700-talet "Falubruket", ett cirkulationsbruk som innebar ett års träda, ett år råg, tre år gräs och två år havre.